# Gideon Rosen
Gideon Rosen, né en 1962, est professeur de philosophie, titulaire de la chaire du Conseil des Humanités à l'université de Princeton où il a obtenu son Ph.D. en 1992 sous la supervision de Paul Benacerraf. Il enseigne de 1989 à 1993 à l'université du Michigan, puis rejoint la faculté de Princeton.

## Philosophie
Les premiers travaux de Rosen portent sur le développement du fictionnalisme modal en métaphysique. Il est également coauteur de A Subject with No Object (Oxford University Press, 1997), contribution à la philosophie des mathématiques, rédigée avec son collègue de Princeton John P. Burgess. Plus récemment il a écrit en philosophie morale relative à la responsabilité morale.

## Articles (sélection)
- Modal Fictionalism, Mind 99 (1990): 327-354.
- What is Constructive Empiricism? Philosophical Studies 74 (1994): 143-178.
- Modal Fictionalism Fixed, Analysis 55 (1995): 67-73.
- Nominalism, Naturalism, Epistemic Relativism, Noûs 35 (2001): 69-91.
- Culpability and Ignorance, Proceedings of the Aristotelian Society 103 (2002): 61–84.
- Kleinbart the Oblivious and Other Tales of Ignorance and Responsibility, Journal of Philosophy 105 (2008): 591-610.
- Metaphysical Dependence: Grounding and Reduction, in B. Hale & A. Hoffmann (eds.), Modality:  Metaphysics, Logic, and Epistemology (Oxford University Press, 2010).
- Culpability and Duress: A Case Study, Aristotelian Society Supplementary Volume 88 (2014): 69-90[3].

## Source de la traduction
- (en) Cet article est partiellement ou en totalité issu de l’article de Wikipédia en anglais intitulé « Gideon Rosen » (voir la liste des auteurs).